# Macrosphenidae
Macrosphenidae  (currucas africanas, o en inglés African warblers) es una familia de aves paseriformes de África. Antes ers considerada dentro de la familia Sylviidae, pero ahora se la reconoce como una rama basal de todo el clado Sylvioidea.

## Géneros y especies
La familia incluye los siguientes géneros, según la clasificación propuesta por el Congreso Ornitológico Internacional:
- Género Sylvietta
  - Sylvietta virens - crombec verde
  - Sylvietta denti - crombec ventrilimón
  - Sylvietta leucophrys - crombec cejiblanco
  - Sylvietta brachyura - crombec norteño
  - Sylvietta philippae - crombec piquicorto
  - Sylvietta ruficapilla - crombec orejirrufo
  - Sylvietta whytii - crombec carirrojo
  - Sylvietta isabellina - crombec isabelino
  - Sylvietta rufescens - crombec piquilargo
- Género Melocichla
  - Melocichla mentalis - yerbera bigotuda
- Género Achaetops
  - Achaetops pycnopygius - saltarrocas de Damara
- Género Sphenoeacus
  - Sphenoeacus afer - yerbera de El Cabo
- Género Cryptillas
  - Cryptillas victorini - zarzalero de Victorin
- Género Macrosphenus
  - Macrosphenus kempi - picolargo de Kemp
  - Macrosphenus flavicans - picolargo amarillo
  - Macrosphenus concolor - picolargo gris
  - Macrosphenus pulitzeri - picolargo de Pulitzer
  - Macrosphenus kretschmeri - picolargo de Kretschmer